# Gardien de l'Écosse
Entre les XIIIe et XVIe siècles, l’histoire du royaume d’Écosse se caractérise par de nombreuses minorités, périodes au cours desquelles, les rois sont captifs, absents ou empêchés, voire de vacances du pouvoir qui impliquèrent la mise en place de régences, parfois collectives, pendant lesquelles le pouvoir fut exercé par des Régents ou des Gardiens du Royaume.

## Alexandre III d'Écosse
Pendant sa minorité
- 1249 – 1251 : Robert de Keldeleth, abbé de Dunfermline
- 1249 – 1255 : Alexander Comyn, comte de Buchan
- 1249 – 1255 : Walter Comyn, comte de Menteith
- 1249 – 1255 : Jean de Bailleul
- 1249 – 1255 : William, 5e comte de Mar
- 1251 – 1255 : Gamelin, évêque de Saint Andrews
- 1255 – 1257 : Alan Durward, Justiciar d’Écosse
- 1255 – 1261 : Alexandre Stuart (4e Stewart)
- 1255 – 1261 : Patrick (III), comte de Dunbar

## MargueriteIred'Écosse

Grand Sceau utilisé pour le Gouvernement du royaume après la mort du roi Alexandre III.

En son absence à partir de 1286 puis vacance du trône après 1290.
Au nord du Firth of Forth
- 1286 – 1292 : William Fraser, évêque de Saint Andrews
- 1286 – 1289 : Duncan III, comte de Fife
- 1286 – 1289 : Alexander Comyn, comte de Buchan

Au sud du Firth of Forth
- 1286 – 1292 : Robert Wishart, évêque de Glasgow
- 1286 – 1292 : James Stuart (5e Stewart)
- 1286 – 1292 : John Comyn l'Ancien, seigneur de Badenoch

Nommé par le roi Édouard Ier d'Angleterre
- 1291 – 1292 : Brian Fitzalan

## Jean d'Écosse
- 1297 – 1298 : William Wallace
- 1298 – 1304 : William de Lamberton, évêque de Saint Andrews
- 1298 – 1301 et 1303 – 1304 : John Comyn le Jeune, seigneur de Badenoch
- 1298 – 1300 : Robert Bruce, comte de Carrick
- 1300 – 1304 : Ingram de Umfraville
- 1301 – 1304 : John de Soules, nommé par Jean d'Écosse
- 1305 – 1308 : Jean de Bretagne, comte de Richmond — nommé une première fois par Édouard Ier puis confirmé par Édouard II
- 1308 : Robert de Clifford, nommé par Édouard II

## RobertIerd'Écosse
Pendant sa campagne en Irlande
- 1316 – 1317 : Walter Stuart (6e Stewart)

## David II d'Écosse
Pendant sa minorité
- 1329 – 1332 : Thomas Randolph, 1er comte de Moray
- 1332 : Donald II, comte de Mar, tué le 11 août 1332 à la bataille de Dupplin Moor
- 1332 – 1333 : Archibald Douglas, tué le 19 juillet 1333 à la bataille de Halidon Hill

Pendant son exil en France
- 1333 – 1335 : John Randolph, 3e comte de Moray, tué le 17 octobre 1346 à la bataille de Neville's Cross.
- 1334 – 1335 : Robert Stuart, 7e Stewart, futur roi d'Écosse
- 1335 – 1338 : Andrew Murray de Bothwell
- 1338 – 1341 : Robert Stuart, 7e Stewart, futur roi d'Écosse

Pendant sa captivité en Angleterre
- 1346 – 1357 : Robert Stuart, 7e Stewart, futur roi d'Écosse

## Robert II d'Écosse
Pendant son incapacité (sénilité)
- 1384 – 1388 : Jean Stuart, comte de Carrick
- 1388 – 1390 : Robert Stuart, duc d'Albany

## Robert III d'Écosse
Pendant son incapacité physique
- 1390 – 1399 : Robert Stuart, duc d'Albany
- 1399 – 1402 : David Stuart, duc de Rothesay
- 1402 – 1406 : Robert Stuart, duc d'Albany

## JacquesIerd'Écosse
Pendant sa captivité en Angleterre
- 1406 – 1420 : Robert Stuart, duc d'Albany
- 1420 – 1424 : Murdoch Stuart, duc d'Albany, exécuté en 1425

## Jacques II d'Écosse
Pendant sa minorité
- 1437 – 1439 : Jeanne Beaufort
- 1437 – 1439 : Archibald Douglas, 5e comte de Douglas
- 1439 – 1449 : Alexandre Livingstone

## Jacques III d'Écosse
Pendant sa minorité
- 1460 – 1463 : Marie de Gueldre
- 1460 – 1465 : James Kennedy, évêque de Saint Andrews
- 1465 – 1466 : Robert Fleming
- 1465 – 1466 : Gilbert Kennedy, baron de Dunure
- 1466 – 1469 : Robert Boyd, lord Boyd de Kilmarnock
- 1466 – 1469 : Alexandre Boyd

## Jacques IV d'Écosse
Pendant sa minorité
- 1488 – 1489 : Archibald Douglas, 5e comte d'Angus
- 1488 – 1493 : Alexandre Home, Grand Chambellan

## Jacques V d'Écosse
Pendant sa minorité
- 1513 – 1515 : Marguerite Tudor
- 1515 – 1524 : John Stuart, duc d'Albany
- 1524 – 1528 : Marguerite Tudor
- 1525 – 1528 : Archibald Douglas, 6e comte d'Angus

## MarieIred'Écosse
Pendant sa minorité
- 1542 – 1554 : James Hamilton
- 1554 – 1560 : Marie de Guise

## Jacques VI d'Écosse
Pendant sa minorité
- 1567 – 1570 : James Stuart, 1er comte de Moray, assassiné le 25 janvier 1570
- 1570 – 1571 : Matthew Stewart, 4e comte de Lennox, tué le 4 septembre 1571
- 1571 – 1572 : John Erskine, comte de Mar
- 1572 – 1578 : James Douglas, comte de Morton, exécuté le 2 juin 1581
- 1578 – 1582 : Esmé Stuart, comte de Lennox

## Sources
- (en) Mike Ashley, The Mammoth Book of British Kings & Queens, Robinson Londres (1998)  (ISBN 1-84119-096-9)
- (en) G.W.S. Barrow Kingship and Unity Scotland 1000~1306 Edinburgh University Press, Edinburgh (1981)  (ISBN 074860104X).
- (en) G.W.S. Barrow Robert Bruce and the Community of the Realm of Scotland E.U.P 4e édition (Edinburgh 2005)  (ISBN 0-7486-2022-2) 531p. .
- (en) Steve Boardman The First Stewart Dynasty 1371-1488 The New Edinburgh History of Scotland Edinburgh University Press (Edinburgh 2006)  (ISBN 978-0748612352).